# Jalen Chatfield
Jalen Chatfield, född 15 maj 1996, är en amerikansk professionell ishockeyback som spelar för Carolina Hurricanes i National Hockey League (NHL). Han har tidigare spelat för Utica Comets i American Hockey League (AHL) och Windsor Spitfires i Ontario Hockey League (OHL).
Chatfield blev aldrig NHL-draftad.

## Statistik
| 2009–2010  | Detroit Compuware     | T1EHL      | 31  | 5  | 7  | 12 | 30  | —  | — | — | — | — |
| 2010–2011  | Detroit Compuware     | T1EHL      | 31  | 6  | 12 | 18 | 22  | —  | — | — | — | — |
| 2011–2012  | Oakland Jr. Grizzlies | T1EHL      | 39  | 1  | 8  | 9  | 41  | —  | — | — | — | — |
| 2012–2013  | Detroit Belle Tire    | T1EHL      | 40  | 3  | 18 | 21 | 18  | —  | — | — | — | — |
| 2013–2014  | Detroit Belle Tire    | T1EHL      | 37  | 11 | 15 | 26 | 40  | —  | — | — | — | — |
| 2014–2015  | Windsor Spitfires     | OHL        | 60  | 1  | 20 | 21 | 35  | —  | — | — | — | — |
| 2015–2016  | Windsor Spitfires     | OHL        | 68  | 10 | 27 | 37 | 45  | 5  | 2 | 0 | 2 | 0 |
| 2016–2017  | Windsor Spitfires     | OHL        | 61  | 8  | 20 | 28 | 56  | 7  | 0 | 2 | 2 | 4 |
| 2017–2018  | Utica Comets          | AHL        | 60  | 2  | 5  | 7  | 26  | 5  | 0 | 1 | 1 | 2 |
| 2018–2019  | Utica Comets          | AHL        | 34  | 0  | 6  | 6  | 15  | —  | — | — | — | — |
| 2019–2020  | Utica Comets          | AHL        | 48  | 0  | 4  | 4  | 16  | —  | — | — | — | — |
| 2020–2021  | Vancouver Canucks     | NHL        | 1   | 0  | 0  | 0  | 0   | —  | — | — | — | — |
| NHL totalt | NHL totalt            | NHL totalt | 1   | 0  | 0  | 0  | 0   | —  | — | — | — | — |
| AHL totalt | AHL totalt            | AHL totalt | 142 | 2  | 15 | 17 | 57  | 5  | 0 | 1 | 1 | 2 |
| OHL totalt | OHL totalt            | OHL totalt | 189 | 19 | 67 | 86 | 136 | 12 | 2 | 2 | 4 | 4 |